# Frigiliana
Frigiliana er en by og kommune i det sydlige Spanien i provinsen Málaga. Den har et indbyggertal på 3.310 (2024) indbyggere.
Frigiliana ligger ca. 71 kilometer øst for Málaga og ca. 6 kilometer nord for Nerja. Frigiliana er flere gange kåret som Spaniens smukkeste og bedst bevarede landsby. Den har tiltrukket kunstnere og bohemer i årevis – og er berømt for sit gamle, mauriske kvarter. Fra det meste af Frigiliana er der et smukt kig ud over dalstrøgene ned mod det store blå Middelhav.
Frigiliana er kendt af mange danskere fordi den er tilholdssted for en håndfuld kendte danske kunstnere, eksempelvis: Forfattereren Anna Ladegaard, Leif Sylvester, Arne Haugen Sørensen, Søren Kent og Dorthe Krabbe.

## Kultur[3]
I fire dage i slutningen af august hvert år er Frigiliana vært for De Tre Kulturers Festival (Festival de las Tres Culturas), der fejrer regionens historiske sammenløb og sameksistens mellem kristne, muslimske og jødiske traditioner.
Byen er også tilholdssted for den eneste fabrik i Europa, der fremstiller sirup af rørsukker 'Miel de Caña'.

## Tortur og slaveri[5]
Frigiliana ligger omringet af bjerge. Et af de mest berømte bjerge hedder El Fuerte. Det var på El Fuerte, at de sidste maurere forskansede sig, inden de i 1569 blev fordrevet af de kristne. Over hals og hoved flygtede de ad den smalle stil op til El Fuerte, og da de så, at alt var tabt, kastede de sig i døden derfra med deres børn på ryggen for ikke at falde i de kristnes hænder. Det ville have betydet tortur og slaveri.
De blev dermed de sidste maurere på den iberiske halvø, da langt de fleste blev tvunget til at forlade landet, da Granada faldt i 1492.